# Huracán Katia (2011)
El huracán Katia fue un ciclón tropical en el oeste del Atlántico norte. Es la duodécima tormenta en recibir nombre de la temporada de 2011 y la segunda en alcanzar la categoría de huracán de la misma. Se desarrolló a partir de una onda tropical bien definida que comenzó a organizarse al este de las islas de Barlovento. Katia alcanzó la categoría 1 el 1 de septiembre y la categoría 2 en la escala de huracanes de Saffir-Simpson el 5 de septiembre.

## Historia meteorológica

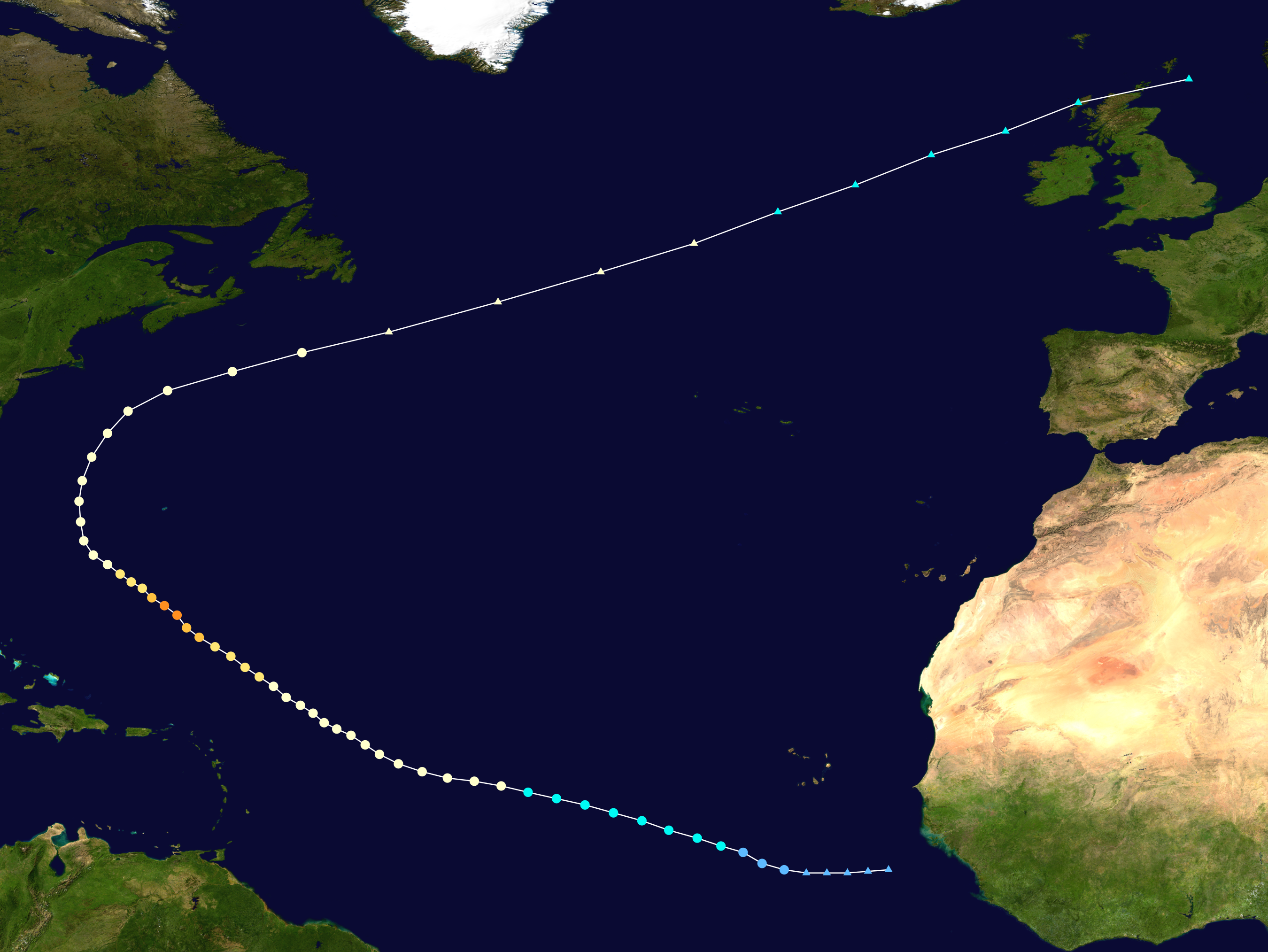
Trayectoria de Katia.

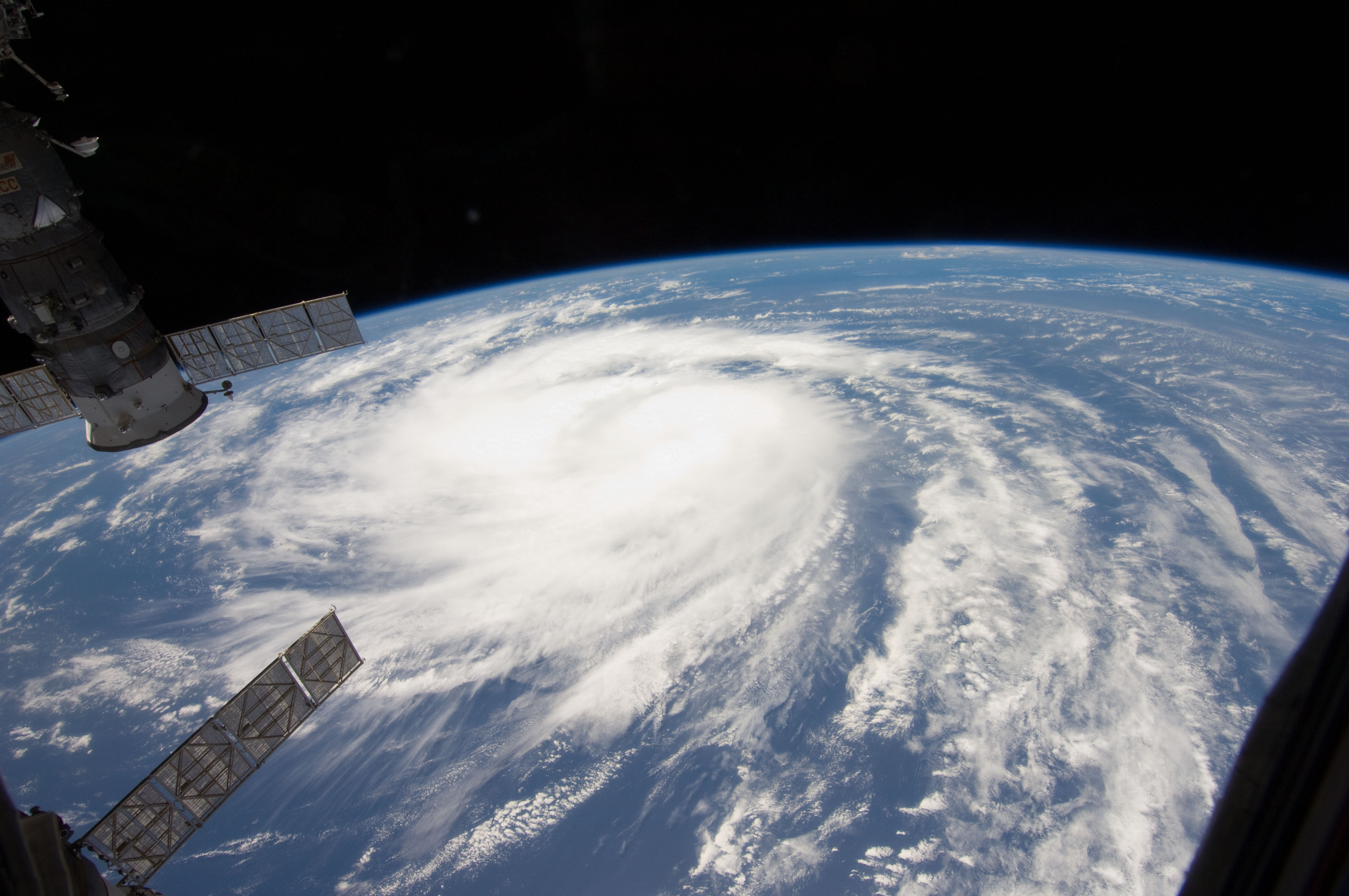
Katia como tormenta tropical fotografiada por la NASA el 31 de agosto.

El 27 de agosto de 2011, una amplia zona de desorganización acompañada de lluvias y tormentas eléctricas, asociada a una onda tropical, se alejó de la costa occidental de África en el Océano Atlántico. Moviéndose hacia el oeste a una región favorable para la ciclogénesis tropical, los meteorólogos del Centro Nacional de Huracanes (NHC) esperaban que el desarrollo de la tormenta fuera gradual durante los dos días siguientes. La tarde siguiente, un área de baja presión desarrollada dentro de la misma onda fue ubicada a 645 km al sur de las islas de Cabo Verde. A la luz de un mayor desarrollo convectivo y la aparición de bandas curvas en las imágenes de satélite, el NHC designó el área como la depresión tropical Doce a principios del 29 de agosto. Situado al sur de una dorsal subtropical, la depresión se mantuvo en recorrido al oeste-noroeste. En un principio, una fuerte cizalladura del viento impidió una mayor organización. Continuando hacia el oeste-noroeste a una región de baja y alta presión en la superficie del mar, se dio una mayor intensificación que se llevó a cabo durante el día siguiente.
Un desarrollo gradual de la nubosidad en el centro de la tormenta se dio el 31 de agosto cuando imágenes de microondas demostraron el movimiento. Más tarde ese día, se estimó que Katia se convertiría en un huracán muy lejos de tocar tierra. Sin embargo, el aumento de la cizalladura del viento asociada con una baja del nivel superior en el noroeste de la tormenta, desplazó el centro del huracán, lo que resultó en el debilitamiento temporal de Katia observado el 1 de septiembre. En los días siguientes, la intensidad de Katia osciló entre los 70 y 75 mph (110 y 120 km/h) mientras luchaba por mantener la convección en medio de la cizalladura del viento seco.
En la mañana del 4 de septiembre, Katia se reforzó una vez más, y una boya de datos ubicada en el océano por la NOAA confirmaron que la tormenta es mucho más fuerte y Katia pasó a ser un huracán de categoría 2, con vientos de 160 km/h. Imágenes de satélite también indicaban que el sistema tenía un ojo más pronunciado y la tormenta era cada vez más organizada. El fortalecimiento del ciclón se estableció a lo largo del día y, mientras el ojo se mantuvo visible en las imágenes de satélite, los satélites infrarrojos no siempre eran capaces de detectar un ojo.

## Preparación e impacto
Katia pasó al noroeste de la Antillas Menores. Las olas causaron un peligro para los surfistas debido a las corrientes de resaca. En vista de esto, una alerta amarilla fue lanzada en Guadalupe para advertir a los residentes.

## Información actual
A las 11 p. m. AST (03:00 UTC) del 5 de septiembre, el centro del huracán Katia se encontraba a unos 725 km al sur de Bermuda. Los vientos máximos sostenidos son de 215 km/h, con ráfagas más fuertes. La presión central mínima es de 946 mbar, y el sistema se está moviendo hacia el noroeste a 17 km/h. Vientos con fuerza de huracán se extienden hacia afuera hasta 95 km del centro de Katia, y vientos de tormenta tropical se extienden hasta 335 km del centro.